# 7268 Chigorin
7268 Chigorin (1972 TF) là một tiểu hành tinh vành đai chính được phát hiện ngày 3 tháng 10 năm 1972 bởi L. V. Zhuravleva ở Đài vật lý thiên văn Crimean.